# Модлімово (гміна Карніце)
Модлімово (пол. Modlimowo) — село в Польщі, у гміні Карниці Ґрифицького повіту Західнопоморського воєводства.
Населення — 71 особа (2011).
У 1975-1998 роках село належало до Щецинського воєводства.

## Демографія
Демографічна структура станом на 31 березня 2011 року:
|          | Загалом | Допрацездатний вік | Працездатний вік | Постпрацездатний вік |
| -------- | ------- | ------------------ | ---------------- | -------------------- |
| Чоловіки | 31      | 11                 | 17               | 3                    |
| Жінки    | 40      | 12                 | 21               | 7                    |
| Разом    | 71      | 23                 | 38               | 10                   |